# Johannes Wendland
Johannes Wendland (* 19. Juli 1871 in Liebwalde im Landkreis Mohrungen; † 7. Januar 1947 in Basel) war ein preußischer evangelischer Geistlicher und Hochschullehrer.

## Leben

### Familie
Johannes Wendland war der Sohn von Julius Wendland, Pfarrer und ab 1877 Leiter der Berliner Mission. Von seinen Geschwistern sind namentlich bekannt:
- Johannes Theodor Paul Wendland (1864–1915), ordentlicher Professor der Klassischen Philologie an der Universität Kiel und später der Universität Breslau sowie der Universität Göttingen;
- Walter Wendland (1879–1952), Pfarrer in Berlin und Spezialist auf dem Gebiet der Brandenburgisch-Preußischen Kirchengeschichte, verheiratet mit Agnes Wendland, Widerstandskämpferin gegen das NS-Regime.

Sein Urgroßvater war der evangelische Erzbischof Ludwig Ernst von Borowski.
Johannes Wendland war mit Maria Anna Klara (geb. Hanke) verheiratet.

### Ausbildung
Johannes Wendland immatrikulierte sich für ein Theologiestudium an der Universität Halle und setzte dieses an der Universität Berlin, der Universität Tübingen sowie der Universität Jena und der Universität Göttingen fort.

### Werdegang
1901 wurde Johannes Wendland Lizenziat in Jena und noch im gleichen Jahr zum Pfarrer in Görlitz ernannt, bevor er am 1. März 1905 mit einem Minderheitenvotum als ordentlicher Professor für systematische Theologie an die Universität Basel berufen wurde und damit Adolf Bolliger folgte. Seine akademische Antrittsrede behandelte das Thema Die Erkenntnis des Uebersinnlichen in Philosophie und Religion; er war dort bis 1937 als Ordinarius tätig.

### Theologisches Wirken
Johannes Wendland war beeinflusst von Ernst Troeltsch und er vertrat einen gemässigten theologischen Liberalismus. Er lehnte die Idee einer einheitlichen, vom Christentum geleiteten Kultur ab und betonte 1916 in seiner Schrift Handbuch der Sozialethik die Spannungen zwischen Kultur und Christentum.
Kritisch setzte er sich auch vom religiösen Sozialismus und damit vom frühen Karl Barth ab.

## Ehrungen und Auszeichnungen
- 1909 wurde Johannes Wendland von der Theologischen Fakultät der Universität Zürich zum Dr. theol. h. c. ernannt.[3]

## Schriften (Auswahl)
- Albrecht Ritschl und seine Schüler im Verhältnis zur Theologie, zur Philosophie und zur Frömmigkeit unsrer Zeit. Berlin 1899.
- Die Schöpfung der Welt. Tübingen 1906.
- Monismus in alter und neuer Zeit. 1908.
- Der Wunderglaube im Christentum. Göttingen 1910.
- Die Gedankenwelt Leo Tolstois. In: Deutsche Rundschau, 142. Band. 1910. S. 450 f.
- Schleiermacher als Patriot und Politiker. Deutsche Rundschau, 153. Band. 1912. S. 278 f.
- Schleiermacher in politischer Verfolgung. In: Die Grenzboten, 71. Jahrgang. 1912. S. 262 f.
- Was lehren uns die kirchlichen Verhältnisse in der Schweiz? In: Die Grenzboten. 71. Jahrgang. 1912. S. 555 f.
- Die neue Diesseitsreligion. Tübingen: Mohr, 1914.
- Die religiöse Entwicklung Schleiermachers. Tübingen J. C. B. Mohr, 1915.
- Handbuch der Sozialethik. Die Kulturprobleme d. Christentums. Tübingen J. C. B. Mohr, 1916.
- Reformation und deutscher Idealismus. Tübingen 1918.
- Die Stellung der Religion im Geistesleben. Gütersloh: Bertelsmann, 1920.
- Hermann von der Goltz in Basel und die kirchlich-theologischen Kämpfe seiner Zeit. Basel 1933.